# Artemio Franchi

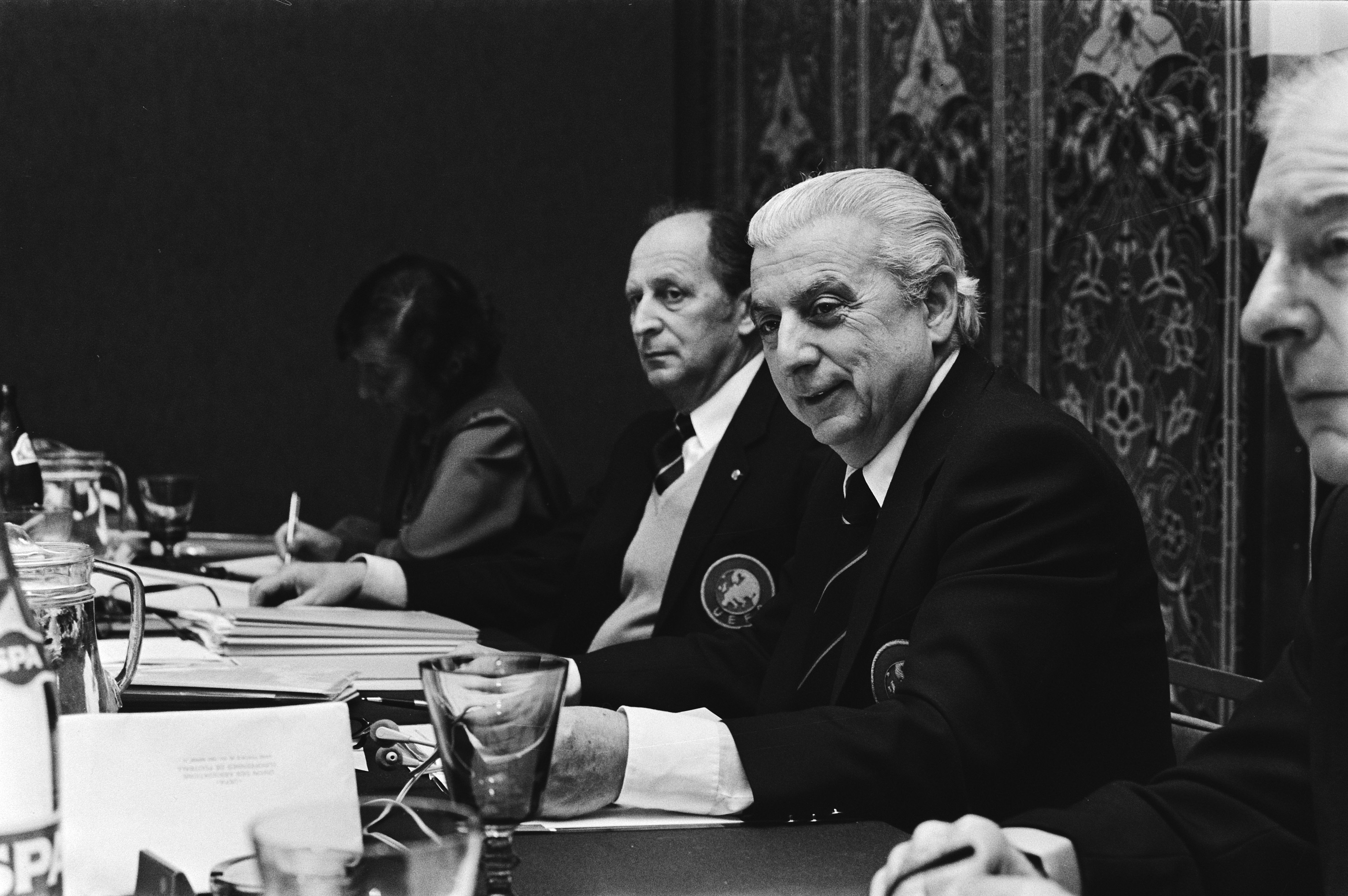
Artemio Franchi på Hilton Hotel i Amsterdam (november 1979)

Artemio Franchi, född 1922, död 1983, var en italiensk fotbollsfunktionär, ordförande i Uefa (1972-1983).